# Problème XY
Le problème XY est un problème de communication rencontré lors d’une demande d’assistance. La personne ayant un problème X imagine une solution Y, et au lieu de demander de l’aide pour X, cette personne demande de l’aide pour mettre en place la solution Y. Cependant, il arrive que la solution Y ne résolve que de manière partielle ou bancale le problème X. Ainsi, ne pas présenter le problème original et introduire un problème autre peut conduire à des difficultés de communication et à des solutions insatisfaisantes. 
Ce problème est fréquemment rencontré par les centres et services d’assistance. La personne ayant déjà tenté de résoudre le problème X pense sa solution Y efficace mais n’arrive pas à la mettre en œuvre. L’incapacité de la structure d’assistance à résoudre le problème de base ou à en comprendre la nature conduit à des frustrations de la partie prenante. La situation peut être découverte quand la personne pose des questions à propos de détails sans rapport avec le sujet. La solution pour les personnes chargées de l’assistance est de poser des questions sur ce qui motive la requête afin d’identifier le problème de base et de réorienter l’utilisateur vers la source réelle de ses ennuis.

## Origine
Ce problème est connu depuis longtemps mais la dénomination « Problème XY » a été formulée par Eric Raymond dans son texte How To Ask Questions The Smart Way (« Comment poser les questions de manière intelligente »). Il avait inclus la question « Comment puis-je utiliser X pour faire Y ? » à sa liste des « Questions à ne pas poser » (notez que le rôle de X et de Y sont ici inversés).